# Maribou State
Maribou State is een Britse dancegroep die bestaat uit Chris Davids en Liam Ivory. De groep maakt een mix van  lichte House en Indie invloeden. Ze bestaat sinds 2011 en heeft diverse albums uitgebracht. 

## Geschiedenis
Maribou state werd in 2011 opgericht door Chris Davids en Liam Ivory. De twee zitten bij elkaar op school, maar kennen elkaar niet echt tot het moment dat ze gaan studeren. Beide zijn in hun tienerjaren al actief in de muziek, maar tijdens hun studie kruist hun pad. Beide raken ook verslingerd aan elektronische dansmuziek door hun bezoekjes aan de Londense club Turnmills. In hun eigen gebouwde studio, in de schuur van het ouderlijk huis van Liam, beginnen ze muziek te maken. Als naam bedenken ze het niets betekenende Maribou State. Het is afgeleid van het boek Marabou Stork Nightmares van Irvine Welsh, dat Chris in die periode aan het lezen is. Als eerste verschijnt de Habitat EP (2011). In 2012 krijgen ze een contract bij Southern Fried Records, waar ze de Native EP uitbrengen. Op de ep werken ze voor het eerst samen met zanger Pedestrian (Jack Sibley). Ze leren hem kennen na een ep van hem geluisterd te hebben, en willen hem graag een track voor hen laten zingen. Pedestrian zal een vaste gast in hun oeuvre worden. Een jaar later verschijnt de Tongue EP, waarop zangeres Holly Walker zingt. Ook zij zal geregeld terugkeren in de producties van de groep en deel uitmaken van de liveact. Veel van het vroege werk van de groep is verzameld op de verzamelaar Beginnings (2012).
De groep weet de aandacht te trekken en er worden remixes gemaakt voor Fatboy Slim, Kelis en Lana Del Rey. Het geld dat ze ermee verdienen investeren ze in een grotere en professionelere studio. Ook beginnen ze aan een album, dat in juni van 2015 verschijnt. Portraits bevat vriendelijke rustige dancemuziek die vooral in songvorm zijn gebracht. Het album verschijnt bij een sublabel van Ninja Tune. Van het album verschijnt ook een remixalbum.   
Op Kingdoms of Colour (2018) wordt deze koers voortgezet. Holly Walker en Pedestrian zijn daar weer van de partij. Ook werken ze samen met de groep Khruangbin. De twee zijn erg fan van hun album The Universe Smiles Upon You  en weten met hun eigen prille roem de groep over te halen tot samenwerking. Op een van de tracks, Turnmills, doen ze een ode aan de club waar ze hun liefde voor elektronische muziek ontdekten. Het album weet vooral in eigen land een groot commercieel succes te worden. In 2018 en 2019 doen ze een wereldtournee. Daarmee staan ze ook op Lowlands 2018 en Rock Werchter. Ook nemen ze voor de club Fabric een mixalbum op, dat in 2020 verschijnt.   
Na 2020 moet de groep echter een tijd stoppen doordat Davids problemen krijgt met zijn gezondheid. Hij moet hiervoor een hersenoperatie ondergaan. Als deze achter de rug is worden ze in 2023 weer actief door de single Blackoak uit te brengen. In januari van 2025 verschijnt het derde album Hallucinating Love. Naast de bekende vocalisten is ook zangeres Andreya Triana te gast.    

## Discografie
- Beginnings (2012) (verzamelalbum)
- Portraits (2015)
- Portraits Remixed (2015)
- Kingdoms of Colour (2018)
- Kingdoms in Colour Remixed (2019)
- Fabric Presents Maribou State (2020)
- Hallucinating Love (2025)

- MusicBrainz: 72034a05-bcd8-40c2-8255-3ee4ac0e7ef0